# Lithocarpus tabularis
Lithocarpus tabularis är en bokväxtart som beskrevs av Yung Chun Hsu och H.Wei Jen. Lithocarpus tabularis ingår i släktet Lithocarpus och familjen bokväxter. Inga underarter finns listade.